# Dance in the Dark
Dance in the Dark je píseň americké popové zpěvačky-skladatelky Lady Gaga. Píseň pochází z jejího druhého alba The Fame Monster. Produkce se ujal producent Fernando Garibay. Tento singl není tolik známý, protože k němu chybí videoklip. Ale i přes to byla píseň nominována na Grammy za nejlepší taneční píseň. Tahle píseň je ale hodně oblíbená u fanoušků (někdy i nejoblíbenější z alba The Fame Monster). Pozoruhodné je, že na Billboard nebo na iTunes píseň nepředehnala Bad Romance, ale v srdcích little monsters má někdy i vyšší příčku než právě zmiňovaná Bad Romance, Telephone nebo Teeth ze stejného alba The Fame Monster.

## Hudební příčky
| Období (2010)          | Max. příčka |
| ---------------------- | ----------- |
| Austrálie              | 24          |
| Rakousko               | -           |
| Kanada                 | 88          |
| Francie                | 30          |
| Německo                | -           |
| Irsko                  | -           |
| Nový Zéland            | -           |
| Švýcarsko              | -           |
| Velká Británie         | 89          |
| U.S. Billboard Hot 100 | -           |